# Końskie
Pour l’article homonyme, voir Końskie (Basses-Carpates).
Końskie  (russe : Koinsk, yiddish : Kinsk- קינצק / קינסק) est une ville du sud-est de la Pologne, dans la Voïvodie de Sainte-Croix (depuis 1999), autrefois Voïvodie de Kielce (1975–1998). Elle compte 20 328 habitants (2008).

## Histoire
La communauté juive était importante dans la ville, sa présence est mentionnée pour la première fois au XVIe siècle. En 1939, au déclenchement de la Seconde Guerre mondiale, les habitants Juifs représentent 60,6 % de la population, environ 6 500 personnes. Leni Riefenstahl assiste à l'exécution par les Allemands de 40 à 50 Juifs de la ville dès septembre 1939 (pl) massacre de Końskie. Ils sont contraints de vivre dans un ghetto dès 1940. En novembre 1942, la communauté juive est assassinée lorsque tous les hommes, femmes et enfants sont déportés en train vers le Camp d'extermination de Treblinka où ils sont gazés. Environ 600 sont précédemment exécutés. En janvier 1943, les Juifs survivants qui étaient cachés sont tués à leur tour.

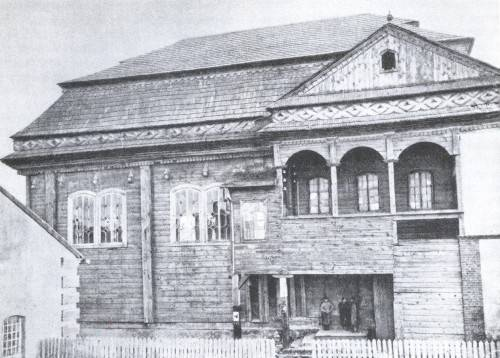
La synagogue en bois datant de 1780 est incendiée en 1939, dès la prise de la ville par l'armée nazie,.

Jusqu'à la fin des années 1980, début des années 1990 la principale source de travail de la ville était la fonderie locale (Koneckie Zakłady Odlewnicze). Depuis 1997, la ville s'est développé comme un centre commerce majeur pour les petites entreprises.